# Artemisia freyniana
Artemisia freyniana là một loài thực vật có hoa trong họ Cúc. Loài này được (Pamp.) Krasch. mô tả khoa học đầu tiên năm 1949.